# 2-Oxobutanal
2-Oxobutanal é o composto orgânico de fórmula C4H6O2, SMILES O=CC(=O)CC e massa molecular 86,089203.